# Імуноферментний аналіз (ELISA)
Імуноферментний аналіз (ІФА, ELISA) або, точніше, ферментний імуносорбентний аналіз (англ. enzyme-linked immuno sorbent assay, ELISA) — імунологічний метод для визначення наявності певних антигенів, шляхом реакції антиген-антитіло. Широко використовується в науково-дослідній роботі та клінічній лабораторній діагностиці. Вперше був описаний у 1971 році.

## Загальний принцип ELISA
Основний принцип ELISA — реакція антиген-антитіло. Якщо антиген (молекула-мішень) являє собою білок, то його очищений препарат звичайно використають для одержання антитіл, за допомогою яких потім і виявляють дану мішень. Раніше використовувались первинні антитіла, що були за своєю природою поліклональними. Розробка і застосування моноклональних антитіл дало змогу значно покращити специфічність імуноферментного аналізу.

## Процедура
Існує цілий ряд підходів, що дозволяють визначити, чи відбулося зв'язування антитіла з антигеном-мішенню. Один з них — це ферментний іммуносорбентний аналіз (ELISA), що часто використовується для діагностики різноманітних антигенів.

Схема проведення аналізу

1. Підготовка підкладки для фіксації досліджуваного зразка;
2. Зразок, у якому хочуть виявити специфічну молекулу або мікроорганізм, фіксують на твердій підкладці, наприклад на пластиковій мікротитрувальній плашці, що зазвичай має 96 лунок;
3. До фіксованого зразка додають антитіло, специфічне до маркерної молекули (первинне антитіло), потім промивають лунку, щоб видалити молекули первинного антитіла, які не зв'язалися;
4. Додають вторинне антитіло, що специфічно зв'язується з первинним і не взаємодіє з маркерною молекулою. До цього антитіла приєднаний фермент (наприклад, лужна фосфатаза, пероксидаза або уреаза), що може каталізувати перетворення незабарвленого субстрату в забарвлений продукт. Промивають лунку, щоб видалити молекули, які не зв'язалися;
5. Додають незабарвлений субстрат, що впізнається та утилізується ферментом;
6. Проводять якісне або кількісне визначення пофарбованого продукту, за допомогою оцінки оптичної щільності.

## Застосування
Ферментний імуносорбентний аналіз широко застосовується для діагностики різноманітних інфекційних захворювань, ракових процесів (в основному завдяки специфічним білкам і пептидам), визначення концентрації різноманітних низькомолекулярних сполук, таких як токсини, лікарські засоби тощо.

### Застосування під час коронавірусної пандемії 2020
У 2020 році було запропоновано проводити тести, щоб визначити наявність антитіл до коронавірусу SARS-CoV-2.
В Україні тести ІФА-тести було завезено в кінці квітня 2020 року. 5 травня міністр охорони здоров'я Максим Степанов скликав нараду, на якій збираються вирішити як і кого тестувати такими тестами в Україні.

## Перспективи та розвиток методу
Одне з важливих завдань - пошук підходів, що дають змогу значно скоротити час проведення аналізу при збереженні високої чутливості. Один із таких підходів - переведення аналізу в кінетичний режим, що реалізується створенням автоматичних пристроїв, заснованих на проведенні реакції в проточних системах.
Широкі можливості відкриває використання моноклональних антитіл, специфічних строго до певної антигенної ділянки аналізованої сполуки. Шляхом підбору відповідних антитіл можна створювати доволі складні імунохімічні системи, що дають змогу ідентифікувати сполуки найрізноманітнішого кола.
Метод ІФА перебуває в постійному розвитку. З одного боку, розширюється число об'єктів дослідження, з іншого - поглиблюються і вдосконалюються методи самого аналізу. Це призводить до того, що спрощується схема аналізу, скорочується час його проведення, зменшується витрата реагентів. Йде постійний пошук дедалі нових і нових ферментів, використовуваних як маркери. Дедалі більший вплив на ІФА чинять хімія високомолекулярних сполук, клітинна та генна інженерія, під впливом яких змінюються технології одержання реагентів для ІФА. Так, якщо до впровадження генно-інженерних методів доводилося виділяти антитіла з біологічних середовищ (а хороше очищення вимагає значних витрат і часу, і реагентів, і ресурсу устаткування), то зараз є можливість використовувати клітини комахи (цвіркуна, цикади, таргана) або E. coli для виробництва необхідних рекомбінацій (рекомбінантів), а не тільки для виробництва рекомбінатів. coli для виробництва необхідного рекомбінантного білка, який при збереженні необхідних біологічних властивостей до того ж виходить порівняно чистим, так що його значно простіше виділити з суміші та зберегти в стабілізуючому розчині.